# Marko Vujin
Marko Vujin, cyr. Марко Вујин (ur. 7 grudnia 1984 w Bačkiej Palance) – serbski piłkarz ręczny, reprezentant kraju, prawy rozgrywający. Wicemistrz Europy 2012.
Od sezonu 2019/20 występuje w portugalskiej drużynie Sporting CP.

## Sukcesy

### Reprezentacyjne
- Mistrzostwa Europy:
  -  2012

### Klubowe
- Mistrzostwa Węgier:
  -  2008, 2009, 2010
- Puchar Węgier:
  -  2009, 2010
- Puchar EHF:
  -  2008
- Mistrzostwa Niemiec:
  -  2014